# Gare de Jingū-mae
La gare de Jingū-mae (神宮前駅, Jingū-mae-eki) est une gare ferroviaire de la ville de Nagoya, dans la préfecture d'Aichi au Japon. Elle est exploitée par la compagnie Meitetsu.

## Situation ferroviaire
La gare de Kanayama est située au point kilométrique (PK) 62,2 de la ligne principale Nagoya. Elle marque le début de la ligne Tokoname.

## Histoire
La gare de Jingū-mae a été inaugurée le 19 mars 1917.

## Service des voyageurs

### Accès et accueil
La gare dispose d'un bâtiment voyageurs, avec guichet, ouvert tous les jours.

### Desserte
- voies 1 et 2 : direction

■ Kanayama, Nagoya et Gifu (par la ligne principale Nagoya)
■ Inuyama (par la ligne Inuyama)
■ Shin Kani (par la ligne Hiromi)
■ Tsushima (par la ligne Tsushima)
■ Saya (par la ligne Bisai)
- voie 3 : direction

■ Tokoname (par la ligne Tokoname)
■ Aéroport international du Chūbu (par la ligne Aéroport)
■ Kōwa (par la ligne Kōwa)
■ Utsumi (par la ligne Chita)
- voie 4 : direction

■ Chiryū et Toyohashi (par la ligne principale Nagoya)
■ Toyokawa-inari (par la ligne Toyokawa)
■ Nishio (par la ligne Nishio)

### Intermodalité
La gare d'Atsuta, desservie par la ligne principale Tōkaidō, est située à proximité.